# Réseau Phratrie
 (mai 2010).
Si vous disposez d'ouvrages ou d'articles de référence ou si vous connaissez des sites web de qualité traitant du thème abordé ici, merci de compléter l'article en donnant les références utiles à sa vérifiabilité et en les liant à la section « Notes et références ».
Phratrie est un réseau de résistance français créé en 1941 et rattaché au bureau central de renseignements et d'action (BCRA). Il est l'agrégation de six sous-réseaux de renseignements implantés à travers la France.

## Organisation
Le réseau Phratrie est organisé autour de différents services permettant l'articulation des sous-réseaux, consacrés aux liaisons et aux communications radio.

## Sous-réseaux
Créé par Jacques Robert-Rewez (dit Denis, Arthur et Rewez), Phratrie se structure autour de six sous-réseaux :
- Hunter, créé par Maurice Belleux (Bonin) à Toulouse et  actif dans toute la France
- Réseau Tartane-Masséna, créé par le Dr Yves Le Crom-Hubert (dit Yvonne) et actif sur la Côte d'Azur
- Cotre, créé par Mistral (Senouillet) dans la région de Marseille et ensuite actif jusqu'à Sète et Avignon
- Goélette, créé par Kinderfreund (Renaudot) et actif dans le Massif central
- Brick, créé par Ménard (Armengaud) et actif dans le sud-est de Lyon
- Corvette, créé par Adrien Albarranc (Barral) et actif en Dauphiné-Savoie[1].

## Chefs du réseau
Durant son existence, le réseau se fixe à Nice, Grenoble, Lyon, Marseille, Lyon à nouveau puis Paris. Il a pour chef successivement :
- Jacques Robert-Rewez
- Jean-Louis Chancel (dit Charles, Cotty, Chavagnac)
- Antoine Masurel (dit Marc)[1].